# Свенсен, Гертруда
Гертруда Свенсен (швед. Gertrud Svensdotter, 1656–1669) — первая жертва начавшейся в Швеции в XVII веке охоты на ведьм, которая повлекла за собой массовые казни.

## Начало охоты на ведьм в Швеции
Гертруда была дочерью фермера. В 1664 её мать умерла при родах и Гертруда была отправлена в Эльвдален  жить с дедушкой. Однако через год умер и он и девочку послали жить к тёте по отцовской линии.
Осенью 1668 Гертруда подралась с мальчиком-пастухом по имени Матс Нильссон, с которым они вместе пасли овец. Гертруда побила Матса и позже мальчик заявил, что видел как она переводила овец через Далэльвен, идя по воде. На тот момент девочке было двенадцать лет. Она была арестована и под пытками созналась, что действительно ходила по воде и делала это с помощью магии, которая была дарована ей дьяволом. А позже её заставили признаться, что когда она жила со своими родителями, их соседка однажды отвела её к Дьяволу. Той соседкой была Мэрет Джонсоттер, одна из самых известных жертв охоты на ведьм в Швеции.
Под пытками Гертруда дала детальные показания. Она созналась, что однажды Мэрет взяла её на прогулку и отвела в тихое место, где призвала дьявола, который явился им в образе викария. На следующую ночь Мэрет опять пришла к девочке и смазала её тело красным маслом, после чего они вместе улетели через каминную трубу к Сатане. Гертруда призналась, что после этого случая она часто посещала Блокулу, считавшуюся местом шабаша ведьм, доила кров вместе с Фамильяром, смазывала свои стопы волшебным маслом, чтобы ходить по воде, а также воровала детей и относила их на Блокулу, где заносила их имена в книгу с черными страницами. А призналась она во всем этом, как она говорила на суде, потому что встретила на Блокуле ангела, человека в белом, который сказал ей покаяться во всем, иначе на все королевство падет голод.
Признания Гертруды стали началом знаменитой Мураской охотой на ведьм, которая продлился до 1676 года. Изначально после показаний девочки были арестованы семнадцать человек, в том числе пятнадцать детей, которые были признаны ведьмами и колдунами и сожжены заживо.